# Polyura palawanicus
Polyura palawanicus är en fjärilsart som beskrevs av Rothschild 1899. Polyura palawanicus ingår i släktet Polyura och familjen praktfjärilar. Inga underarter finns listade i Catalogue of Life.